# 수륙무차평등재의촬요 (서울특별시 유형문화재 제318호)
수륙무차평등재의촬요(水陸無遮平等齋儀撮要)는 서울특별시 종로구 서울역사박물관에 있는,  성화 19년(성종14,1483) 계묘년 3월에 전라도 진안의 성수산(聖壽山)에 있던 중대사(中臺寺)에서 간행한 판본이다. 2011년 9월 8일 서울특별시의 유형문화재 제318호로 지정되었다.

## 개요
이 책은 수륙무차평등재(일명 수륙재), 곧 물과 땅에서 죽은 고혼(孤魂)들을 달래기 위해 평등하게 공양하며 재를 올릴 때의 의식절차를 요약한 불교의 예서로 “수륙무차평등재의촬요”와 “수륙재의소방문첩절요(水陸齋儀疏榜文牒節要)”로 구성되어있다.
성화 19년(성종14,1483) 계묘년 3월에 전라도 진안의 성수산(聖壽山)에 있던 중대사(中臺寺)에서 간행한 판본으로 「수륙무차평등재의촬요」의 간본 중에서 15세기의 간본은 매우 드물다는 점에서 가치가 있다.

## 참고 문헌
- 수륙무차평등재의촬요 - 국가유산청 국가유산포털